# Tim Barrett
Pour les articles homonymes, voir Barrett.
Tim Barrett est un acteur britannique né le 31 mai 1929 à Londres (Royaume-Uni), et mort dans le quartier de Bexley en Londres le 20 août 1990.

## Filmographie
- 1961 : Chapeau melon et bottes de cuir, André
- 1965 : Le Saint : Sabotage (saison 4 épisode 1): Lee Leonard
- 1966 : Where the Bullets Fly : Seraph
- 1966 : The Deadly Bees : Det. Harcourt
- 1966 : The Boy Cried Murder : Mike
- 1966 : Poupées de cendre (The Psychopath) de Freddie Francis : Morgan
- 1967 : Le Saint : Copies conformes (saison 5 épisode 24): The Steward
- 1967 : Dans les griffes de la momie (The Mummy's Shroud) : Harry Newton
- 1968 : O.K. Yevtushenko : Maj. Kovacs
- 1968 : Talk of the Devil : Stephen Wallace
- 1968 : Best of Enemies (série télévisée) : Geoffrey Broom MP
- 1969 : It All Goes to Show : Rev. Blunt
- 1969 : Cribbins (série télévisée) : (1970)
- 1971 : Tottering Towers (série télévisée) : 'Soapy' Cyril
- 1971 : A Hole Lot of Trouble : Longbottom
- 1971 : Keep It in the Family (série TV) : James Bannister
- 1971 : Amicalement vôtre (The Persuaders) : Une Rancune tenace (Someone Waiting), de Peter Medak (Série TV) : John Radcliffe
- 1972 : And Whose Side Are You On? (TV) : Pomfret
- 1973 : The Flying Sorcerer : Astrolabe
- 1973 : White Cargo : Fosdyke
- 1976 : The Slipper and the Rose: The Story of Cinderella : Minister
- 1978 : Rings on Their Fingers (série TV) : Victor
- 1979 : The Dick Emery Comedy Hour (TV)
- 1979 : Terry and June (série TV) : Malcolm (II) (Series 3-7) (1981-1983)
- 1984 : Bloodbath at the House of Death : Doctor
- 1986 : Langley Bottom (série TV) : Rev. Dennis Claybourne
- 1986 : Farrington of the F.O. (série TV) : P.J. Parker (Series 1) (1986)
- 1988 : Les Orages de la guerre (War and Remembrance) (feuilleton TV) : Sir Trafford Leigh-Mallory